# Nicienie
Nicienie (Nematoda) – typ zwierząt bezkręgowych, wolnożyjących lub pasożytniczych, dawniej klasyfikowanych jako gromada w typie obleńce.
Około 80 tys. gatunków nicieni jest pasożytami kręgowców, z czego około 50 pasożytuje na człowieku (np. glista ludzka, włosień kręty, owsik ludzki, tęgoryjec dwunastnicy). Niektóre gatunki żyją w wodach szczelinowych znajdujących się nawet 3,6 km pod powierzchnią ziemi – czyli głębiej niż jakiekolwiek inne znane organizmy wielokomórkowe.

## Systematyka
- Gromada: Adenophorea
  - Podgromada: Chromadoria
    - Rząd: Araeolaimida
    - Rząd: Desmodorida
    - Rząd: Desmoscolecida
    - Rząd: Monhysterida

  - Podgromada: Enoplia
    - Rząd: Dorylaimida
    - Rząd: Enoplida
    - Rząd: Mermithida
    - Rząd: Mononchida
    - Rząd: Trichocephalida
    - Rząd: Triplonchida
- Gromada: Secernentea
  -     - Rząd: Aphelenchida
    - Rząd: Ascaridida
    - Rząd: Camallanida
    - Rząd: Diplogasterida
    - Rząd: Oxyurida
    - Rząd: Rhabdiasida
    - Rząd: Rhabditida
    - Rząd: Spirurida
    - Rząd: Strongylida
    - Rząd: Tylenchida

## Morfologia
Ciało silnie wydłużone, o zróżnicowanych wymiarach, z występującym dymorfizmem płciowym. W większości są to organizmy niewielkie, osiągające długość od 0,3 mm do 10 cm, niektóre dorastają do około 1,2 m, a jeden z gatunków osiąga do 8 m długości ciała. Samce zwykle są mniejsze od samic. Gatunki pasożytujące na człowieku mają długość od 2 mm (węgorek jelitowy) do ponad 1 m (riszta).
Ich ciało pokrywa wór powłokowo-mięśniowy. Na jego zewnętrznej stronie znajduje się wielowarstwowy, elastyczny oskórek (kutykula), będący martwym (niezawierającym komórek) wytworem podskórka (hipodermy). Oskórek jest najczęściej gładki lub poprzecznie prążkowany i podlega linieniu (jest okresowo zrzucany). U dużych gatunków nicieni podskórek stanowi syncytium, które tworzy wzdłuż ciała cztery zgrubienia (wałki): po bokach, na stronie grzbietowej oraz brzusznej. Rozdzielają one leżące pod podskórkiem komórki mięśniowe.

## Anatomia

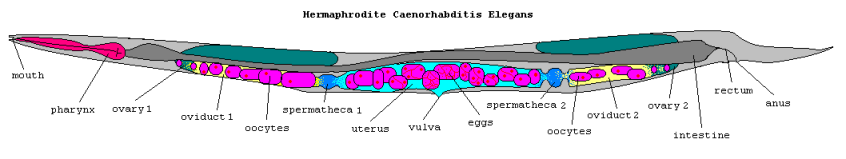
Schemat przedstawiający anatomię nicieni na przykładzie Caenorhabditis elegans

Wór powłokowo-mięśniowy otacza pseudocel (jamę ciała), który jest wypełniony płynem surowiczym pod dość dużym ciśnieniem, pełniącym funkcję hydroszkieletu. Płyn ten zawiera także m.in. hemoglobinę, glukozę, białka, witaminy oraz sole mineralne, więc pełni on rolę krwi, ponieważ nicienie nie mają układu oddechowego ani układu krwionośnego.
Układ pokarmowy ma postać przewodu. Dzieli się na trzy odcinki: przedni (w którym znajdują się torebka gębowa i gardziel) oraz tylny (zakończony otworem odbytowym u samic lub kloaką u samców) – pochodzenia ektodermalnego, a także środkowy – pochodzenia endodermalnego. Przedni i tylny odcinek są wyścielone oskórkiem. Na przednim końcu ciała znajduje się układ gębowy otoczony wargami lub płytkami oskórkowymi. Układ wydalniczy często ma kształt litery H i składa się z dwóch ślepo zakończonych przewodów zlokalizowanych w bocznych wałkach hipodermalnych oraz łukowato wygiętego przewodu poprzecznego przechodzącego w krótki przewód wyprowadzający z otworem po stronie brzusznej. W układzie wydalniczym nie występują komórki płomykowe.
Układ nerwowy znajduje się pod worem powłokowo-mięśniowym i składa się z obrączki okołogardzielowej oraz odchodzących od niej 6–8 pni nerwowych. Dwa grubsze pnie, odpowiadające za motorykę nicienia, biegną w grzbietowym oraz brzusznym wałku hipodermalnym. W wałkach bocznych biegną natomiast cztery cieńsze pnie czuciowe. Narządy zmysłów mają postać brodawek zmysłowych. U nasady warg występują parzyste chemoreceptory zwane amfidiami (narządami nabocznymi). Za odbytem, po bokach ogona, leżą natomiast fasmidie (narządy przyogonowe), mające postać drobnych otworków i pełniących zarówno funkcje czuciowe (bodźce dotykowe, zmiany temperatury), jak i wydzielnicze.
Układ rozrodczy u obu płci ma budowę cewkowatą. U samców zwykle składa się z jednej cewki, natomiast u samic zazwyczaj z dwóch. U samców tylny koniec ciała jest zwykle charakterystycznie zagięty w stronę brzuszną i zakończony torebką kopulacyjną z jedną lub dwiema szczecinkami kopulacyjnymi pochodzenia oskórkowego oraz tzw. narządem dodatkowym. Jądro o cewkowatym kształcie jest zwykle pojedyncze, rzadziej parzyste. Również cewkowaty nasieniowód przechodzi w rozszerzony pęcherzyk nasienny oraz przewód wytryskowy. Ten ostatni łączy się z rektum (jelitem prostym) tworząc na początku ogona kloakę (stek).
Układ rozrodczy samic jest silnie rozwinięty (jego długość wielokrotnie przekracza długość samego nicienia). Dojrzała samica, w zależności od gatunku, może w ciągu dnia złożyć bowiem 20 – 250 000 jaj. Zarówno jajniki, jajowody, jak i macice są parzyste. Te ostatnie przechodzą w pojedynczą pochwę, która uchodzi do usytuowanej na stronie brzusznej szpary sromowej. Jej położenie różni się pomiędzy poszczególnymi gatunkami.

## Rozmnażanie
Nicienie rozmnażają się jedynie płciowo. Większość nicieni jest rozdzielnopłciowa, a u niektórych z nich występuje wyraźny dymorfizm płciowy. Samica jest najczęściej większa. U samców tylna część ciała jest zagięta. Większość nicieni jest jajorodna (jajożyworodny – jaja mezolecytalne – jest włosień kręty), a ich rozwój dzieli się na kilka stadiów: może być prosty lub złożony, nie wymaga zmiany żywiciela, choć niektóre gatunki mają ponad trzech. Larwa jest bardzo podobna do dorosłego osobnika, nie posiada narządów rozrodczych oraz jest mniejsza. Wzrostowi towarzyszą linienia, podczas których zostaje zrzucony stary oskórek i na jego miejscu pojawia się nowy.